# مغرب عربی
مغرب عربی (به عربی: المغرب العربي) به مجموعه پنج کشور واقع در شمال و شمال غربی آفریقا گفته می‌شود. مغرب یک واژه عربی است و به معنای سرزمین غروب آفتاب است، این کلمه از دیدگاه جغرافیایی اعراب به معنای سرزمین غرب می‌باشد. امروزه عرب‌ها، این لفظ را عمدتاً به منظور اشاره به مجموعه کشورهای آفریقایی مغرب، الجزایر، تونس، لیبی، موریتانی و سرزمین مورد مناقشهٔ صحرای غربی استفاده می‌کنند.